# Conus chaldoeus
Conus chaldoeus é uma espécie de gastrópode do gênero Conus, pertencente a família Conidae.